# Vella mairei
Vella mairei là một loài thực vật có hoa trong họ Cải. Loài này được Humbert miêu tả khoa học đầu tiên.